# Mariano Rumor
Mariano Rumor (1915-1990) fou un polític italià, membre del partit demòcrata cristià, diverses vegades Primer Ministre d'Itàlia.

## Biografia
En 1946 va ser elegit diputat a l'Assemblea Constituent. Tornant-se líder del seu partit en el seu Vicenza natal i en Vèneto on el partit demòcrata cristià concentrava la majoria dels catòlics.
Diputat en totes les legislatures fins a 1976, va integrar el govern de Alcide De Gasperi (1951-1953) com a sotssecretari d'Agricultura, càrrec en el qual es va mantenir durant el govern de Giuseppe Pella. Al primer govern de Amintore Fanfani va ser sotssecretari a la Presidència del Consell de Ministres. Al mateix temps, es va ocupar també del seu partit, integrant el grup dels "joves lleons" que liderats per Fanfani, van substituir a la generació dels expopulars en la direcció del partit.
És elegit secretari del partit demòcrata cristià en 1964, càrrec en el qual es manté fins a 1968. Iniciant així la fase de l'hegemonia dels Dorotei, el corrent que ell mateix va fundar en 1959, quan es va distanciar de Fanfani.
En 1968 assumeix la Presidència del Consell de Ministres, sent mandatari de tres governs de centreesquerra fins a 1971. Va integrar el govern en 1972 en primer lloc com a Ministre de l'Interior del govern d'Andreotti (1972-1973), després com a President del Consell (1973-1974), també al comandament d'un govern de centreesquerra. Ministre d'Assumptes Exteriors en els últims dos governs de Aldo Moro (1974-1976), és involucrat en l'escàndol Lockheed, del qual és absolt.